# Ökuz Mehmed Paša
„Ökuz“ Mehmed Paša (? – 23. prosince 1619), známý také jako Kara Mehmed Paša (kara – černý), byl osmanský státník a zpočátku 17. století vojenský velitel, který byl dvakrát držitelem funkce velkovezíra, poprvé v letech 1614–1617 (za vlády sultána Ahmeda I.) a podruhé od ledna do prosince 1619 (za vlády Osmana II.). Byl také guvernérem Egypta v letech 1607–1611. Ökuz Mehmed Paša byl často nazýván Kul Kiran (bývalý otrok) díky jeho úspěchu při potlačení vzpoury v Egyptě krátce po roce 1600 (vojáci byli často pouzí otroci, turecky kul).

## Osobní život
Předtím, než se stal guvernérem a velkovezírem, byl Mehmed Paša tzv. silahdar, vysoce postavený voják v sultánově stráži.
Oženil se s princeznou Gevherhan Sultan, dcerou sultána Ahmeda I. a Kösem Sultan.

## Guvernér Egypta
Než se Mehmed stal poprvé velkovezírem, byl v roce 1607 jmenován guvernérem Egypta a zastával tento post až do roku 1611. V roce 1604, tři roky před získáním této funkce, byl guvernérem Egypta Maktul Haci Ibrahim Paša. Ten byl zavražděn hindskými vojáky z jeho vlastních řad. Tato událost způsobila na následující 3 roky nestabilitu Egypta, kdy tento osud potkal další dva guvernéry. Hadim Mehmed Paša a Yemnli Hasan Paša nebyli schopní tuto vzpouru potlačit.
Když Mehmed Paša nastoupil do této funkce, jeho silné metody a osobnost mu umožnily potlačit hindské vojáky a zrušit nelegální daň, která byla uvalena na egyptský venkov. Po prvním vylodění v Alexandrii získal podporu veřejnosti tím, že navštívil hrobku místních svatých a vzdal hold Mamlukům. Nařídil také opravu mamluckých budov a jiných staveb. Poté nechal popravit guvernéry těch oblastí, kteří zapříčinili vzpouru hindských vojáků a zavedli daň, která nebyla schválena.
Napětí vyústilo v únoru roku 1609, kdy se povstalci shromáždili ve městě Tanta a setkali se u hrobky Ahmada al-Badawi, egyptského nejslavnějšího světce, kde přísahali, že budou nadále odporovat snahám Mehmeda Paši. Poté shromáždili vojsko a drancovali vesnice, aby měli dostatek zásob. Mehmed Paša také shromáždil jednotky, i když někteří úředníci trvali na diplomatickém řešení. S tím Mehmed souhlasil a vyslal muftího Altiparmaka Mehmeda Efendi a úředníka, aby vyjednávali se vzbouřenci. Muftí jim navrhoval určitou moc nad územím, avšak to odmítli a Mehmed začal mobilizovat armádu.
Jednotky Mehmeda Paši se střetly se vzbouřenci na severu Káhiry. Vzbouřenci, kteří nebyli připraveni, prohráli bitvu, a pašovy jednotky jich nechaly 250 popravit, zatímco ostatní byli vyhoštěni do exilu v Jemenu.
Za úspěch při této události byl Mehmed zproštěn otroctví a podrobil se mamlucké a osmanské nadvládě. Pokračoval i nadále ve veřejně prospěšných pracích a pokoušel se reformovat fiskální a vojenskou administrativu v egyptském ejáletu, snížil počet bejů na 12, i když to bylo později zrušeno. V roce 1611 byl sultánem povolán zpět do Konstantinopole.

## Velkovezír
Mehmed Paša byl velkovezírem v letech 1614–1616 a poté znovu od ledna do prosince roku 1619. Když byl ve funkci, byl často nazýván Kara Mehmed Paša a tato přezdívka pro něj byla používána za jeho zády (i když ji pravděpodobně musel během svého života slyšet) díky jeho velkým stavbám a také proto, že jeho otec byl kovářem skotu v istanbulské čtvrti Karagümrük. V historii byla přezdívka Kara (turecky černá) používána kvůli barvě vlasů nebo metaforicky pro někoho odvážného a statečného.
Během svého života se jako velkovezír zapojil do útoku na Vídeň s pouhými 47 jezdci, aniž by informoval jiného vezíra v hlavním městě. Tento útok skončil totální porážkou a stál jej později život. Někteří historikové považují tento útok za třetí napadení Vídně osmanskými Turky, i když porovnávat jej s tím prvním, který vedl sultán Sulejman I. v roce 1529 a později Kara Mustafa Paša v roce 1683, není možné.

## Guvernér provincie Aidin
Mezi dvěma obdobími, kdy byl velkovezírem, zastával funkci guvernéra v Aidin (později součást západní části provincie Anatolie). Jako guvernér se zde zapsal do historie svými stavbami v karavanseráji ve městě Kuşadası, které jsou po něm i pojmenovány. Ty byly zaměřeny na rozvoj obchodu a přilákání obchodních lodí do místního přístavu (v té době byl přístav využíván mnohem více než ten v Izmiru, jak popisovali tehdejší evropští obchodníci). Nyní se karavanseráj využívá jako luxusní hotel a nákupní centrum. Další karavanseráj vybudoval ve městě Ulukışla; užíval se během výprav proti Safíovcům během Osmansko-perské války (1603–18), která nakonec skončila osmanskou porážkou.

## Smrt
Mehmed Paša byl uškrcen ve funkci v prosinci roku 1619 mladými janičáry, u kterých hledal útočiště.